# Любен Тасев
Вижте пояснителната страница за други личности с името Тасев.
Любен Тасев е бивш български футболист, нападател на Славия.
В А РФГ има 241 мача за Славия от 1964 до 1975 г. и е отбелязал 50 гола. От 1975 до 1976 г. играе за Етър в Б група.
Полуфиналист в турнира за Купата на националните купи през 1967 г.
Носител на Купата на България за 1966 и 1975 г.
Вицешампион през 1967 и бронзов медалист през 1965, 1966, 1970, 1973 и 1975 г.
В евротурнирите има 17 мача и 5 гола (9 мача и 5 гола за КНК и 8 мача за купата на УЕФА). За А националния отбор е изиграл 4 мача.